# Замотайлова, Тамара Алексеевна
Тама́ра Алексе́евна Замота́йлова (Лю́хина) (род. 11 мая 1939, Воронеж) — советская гимнастка, двукратная олимпийская чемпионка, заслуженный мастер спорта СССР, судья международной категории (1975), заслуженный тренер России.

## Спортивные достижения
Олимпийские игры
| Год  | Абсолютное | Командное | Опорный прыжок | Брусья | Бревно | Вольные упражнения |
| ---- | ---------- | --------- | -------------- | ------ | ------ | ------------------ |
| 1960 | 89         | 1         | 10             | 3      | 122    | 3                  |
| 1964 | 13         | 1         | 26             | 6      | 17     | 18                 |

Чемпионка СССР 1961 года в многоборье и вольных упражнениях, бронзовый призёр в опорных прыжках.

## Биография
Окончила Воронежский государственный университет (1963) и Воронежский государственный институт физической культуры (1988). Заместитель директора по учебной работе Школы высшего спортивного мастерства (с 1978), председатель Воронежской областной Федерации спортивной гимнастики (с 1999).
Тренировалась под руководством Юрия Эдуардовича Штукмана.

## Награды
- Звание заслуженный мастер спорта СССР (1971)
- Звание заслуженный тренер России (1992)
- Орден «Знак Почёта» (16 сентября 1960) — за успешные выступления в XVII летних и VIII зимних Олимпийских играх 1960 года, а также за выдающиеся спортивные достижения[2]
- Орден Дружбы (1996)
- Почетный знак Госкомспорта СССР «За заслуги в развитии физической культуры и спорта» (1989)
- Медаль «За труд во благо земли Воронежской» (20 мая 2024) — за многолетний добросовестный труд, большой личный вклад в развитие физической культуры и спорта на территории Воронежской области и в связи с 85-летием со дня рождения
- Лауреат премии «Золотой фонд Воронежской области» (2002)